# Kafr al-Musajliha
Kafr al-Musajliha, Kafr el-Meselha, Kafr Meselha (arab. كفر المصيلحة) – mała miejscowość położona koło miasta Szibin al-Kaum w muhafazie Al-Minufijja w północnym Egipcie, na północny zachód od Kairu, w Delcie Nilu. 5000 mieszkańców.
Większość mieszkańców zajmuje się uprawą ziemi.
Miejscowość ta słynęła z nacisku tutejszych mieszkańców kładzionego na edukację. Z Kafr al-Musajliha wywodziło się czterech egipskich ministrów.
W roku 1928 w miejscowości urodził się były prezydent Egiptu – Husni Mubarak, a w 1870 roku Abd al-Aziz Fahmi – prawnik, sędzia i poeta egipski.